# 狄拉克锥

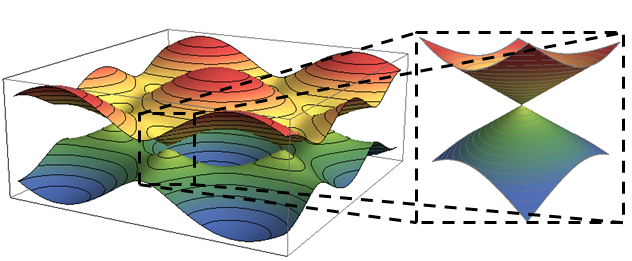
石墨烯的电子能带结构中的各向同性狄拉克锥。

2012年4月24日，麻省理工学院在其官方首页报道了唐-崔瑟豪斯理论 (Tang-Dresselhaus Theory)，该机构的科学家唐爽和崔瑟豪斯夫人 (Mildred Dresselhaus) 在各项异性狄拉克锥方面取得突破，将引领半导体行业的芯片设计和热电能源领域。

狄拉克锥是一种特殊二维材料中的电子能带结构，在此结构中，电子具有像光一样的相对论性质。科研人员认为狄拉克锥可能是通向未来超级芯片、量子计算机、超导和桌面相对论技术的路径。
典型的狄拉克锥材料包括石墨烯、拓扑绝缘体、铋锑薄膜和其他新型纳米材料。 这些特殊二维材料中电子的能量和动量具有线性的色散关系，因此其费米能级附近的电子能带结构呈现出上下两个锥体，分别代表电子和空穴。两个锥体的顶端刚好相连，形成“零带隙”的半金属相.
狄拉克锥的名字来源于狄拉克方程，由保罗·狄拉克 (Paul Dirac) 提出，用以统一描述物质的量子力学效应和相对论效应。狄拉克锥可以是各向同性，也可是各向异性的。石墨烯中存在各向同性的狄拉克锥，由飞利浦·华莱士 (P. R. Wallace) 于1947提出，并由诺贝尔物理学奖得主安德烈·海姆 (Andre Geim) 和康斯坦丁·诺沃肖洛夫 (Konstantin Novoselov) 于2005年首次在实验中观察到。 麻省理工学院的唐爽和崔瑟豪斯夫人（Mildred Dresselhaus）于2012年在其唐-崔瑟豪斯理论 (Tang-Dresselhaus Theory) 中首次提出了系统性构建各向异性狄拉克锥的方法。

## 描述
在量子力学中，狄拉克锥描述 价带和导带的能量在二维晶格k空间中，除了零维狄拉克点所在的位置外，其他任何动量的价带和导带能量都不相等。由于是锥型，电传导可以用无质量费米子的电荷载流子来描述，在理论上这种情况可由相对论性的狄拉克方程来处理。 无质量费米子可以导致各种奇異的量子霍尔效应、或是拓扑材料中的磁电效应和超高载流子迁移率。  在 2008-2009 年实验上使用角分辨光电子能谱(ARPES) 对钾-石墨插层化合物KC 8 和几种铋基合金的狄拉克锥進行了观察。  
狄拉克锥是二维材料 (像是单层石墨烯)或拓扑绝缘体的表面态的特征。狄拉克锥在材料中是线性色散关系，由能量与晶体动量的两个分量k x和k y來描述。然而，这个概念可以扩展到三维材料，其中狄拉克半金属由能量与k x 、 k y和k z的线性色散关系來定义。在动量空间中，色散关系为超圆锥体，它具有双重简并能带，也在狄拉克点相交。 狄拉克半金属同时包含时间反演对称性和空间反演对称性；当其中一个对称性被破坏时，狄拉克点可以分裂成两个外尔点，材料变成外尔半金属。            在2014年，实验上利用ARPES对狄拉克半金属砷化镉 的能带结构进行了直接观测。   

## 模拟系统
已在许多物理系统实现狄拉克点，例如等离子体学、声子学或纳米光子学（微腔、 光子晶体 ）。

## 參看
- 狄拉克物质